# Каменец-Подольск
Камене́ц-Подо́льск — село в районе имени Лазо Хабаровского края России.
Входит в Святогорское сельское поселение.

## География
Село Каменец-Подольск стоит на левом берегу реки Хор.
Село Каменец-Подольск расположено на перекрёстке строящейся автотрассы «Восток» и автодороги краевого значения, идущей от автотрассы «Уссури» (от пос. Новостройка) на восток (вверх по левому берегу реки Хор) через сёла Кондратьевка и Святогорье.
Расстояние от села Каменец-Подольск до автотрассы «Уссури» около 50 км, расстояние до автотрассы Хабаровск — Комсомольск-на-Амуре (в окрестностях села Князе-Волконское) около 90 км.

## Население
| 2002 | 2010 | 2011 | 2012 | 2021 |
| ---- | ---- | ---- | ---- | ---- |
| 70   | ↘65  | ↗175 | ↘173 | ↘56  |

## Экономика
- Жители занимаются сельским хозяйством.
- Предприятия, занятые заготовкой леса.